# KFC Rita Berlaar

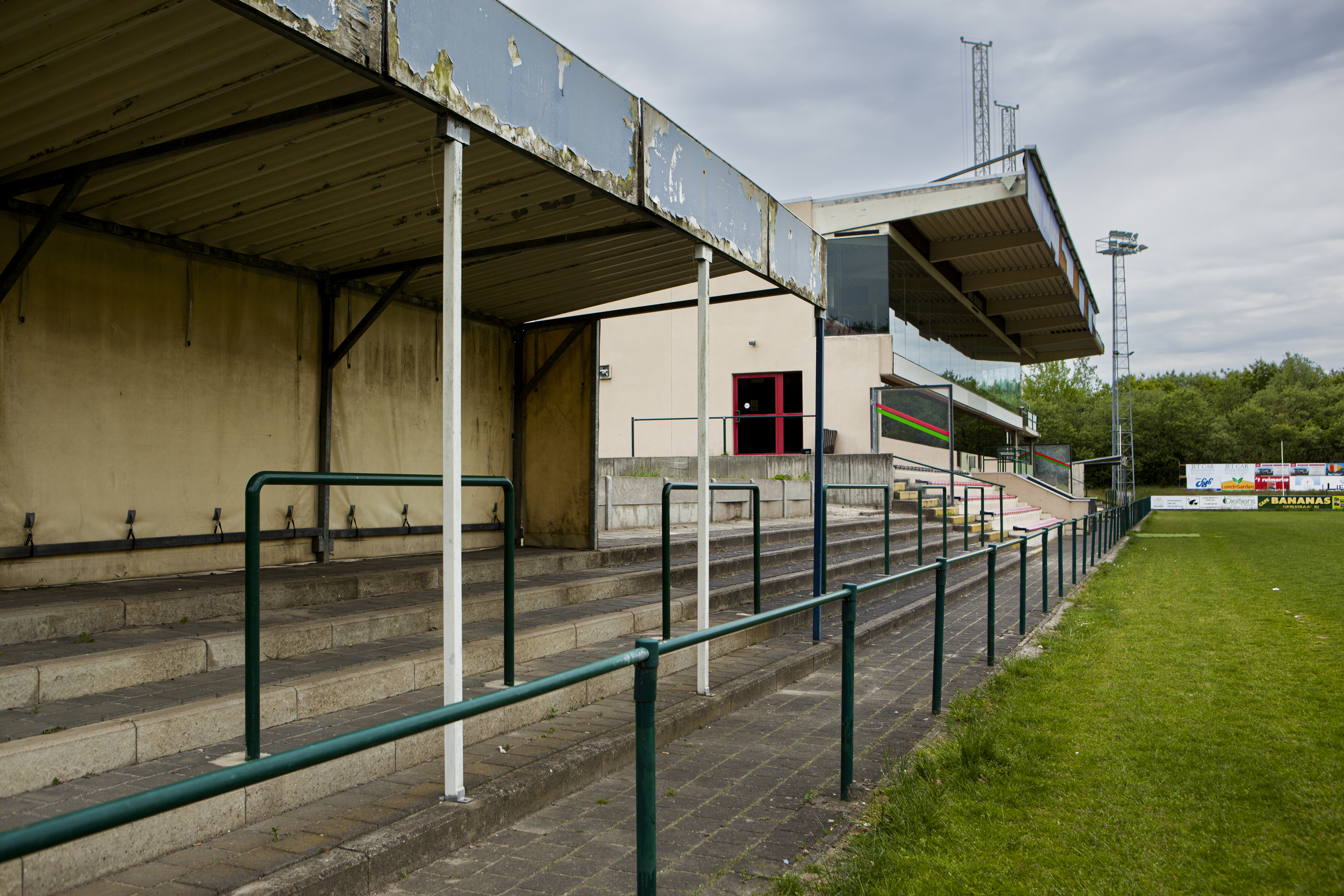
Het Luc De Rijck-stadion in Berlaar in 2015.

KFC Rita Berlaar was een Belgische voetbalclub uit Berlaar. De club was aangesloten bij de KBVB met stamnummer 2693. De club speelde anderhalf decennium in de nationale reeksen, maar ging in 2000 in vereffening.

## Geschiedenis
FC Rita Berlaar sloot in 1938 aan bij de Belgische Voetbalbond. De club bleef een halve eeuw in de provinciale reeksen spelen.
In 1986 promoveerde de club voor het eerst naar de nationale reeksen. Berlaar eindigde er zijn eerste seizoen meteen in de middenmoot in Vierde Klasse. Men kon er zich de volgende jaren verder handhaven. Halverwege de jaren 90 kende de club een succesperiode. In 1993 eindigde men al op een derde plaats en in 1994 werd men uiteindelijk reekswinnaar. Voor het eerst stootte Rita Berlaar zo door naar Derde Klasse.
Ook in Derde Klasse was Rita Berlaar meteen bij de beteren. In 1996 haalde men er al een plaats in de eindronde, maar daar verloor men meteen van Union Saint-Gilloise. De volgende seizoenen ging het telkens minder goed en in 1999 moest Berlaar een degradatie-eindronde spelen. Men verloor er van KSK Maldegem en zo zakte men na vijf seizoenen terug naar Vierde Klasse.
Rita Berlaar raakte het volgende seizoen in financiële moeilijkheden. Na een tijd vertrokken verschillende spelers en op sportief gebied behaalde men dat seizoen in de competitie amper een punt en in 30 wedstrijden kreeg men 137 tegendoelpunten. Uiteindelijk ging de club in 2000 in vereffening. Na het verdwijnen van de club werd in de gemeente een nieuwe club opgericht, SK Berlaar, dat bij de KBVB aansloot met stamnummer 9375.